# سیدنی تمیا پوآتیه
سیدنی تَمیا پوآتیه (انگلیسی: Sydney Tamiia Poitier؛ زادهٔ ۱۵ نوامبر ۱۹۷۳) هنرپیشه اهل ایالات متحده آمریکا است. او دختر هنرپیشه مشهور آمریکایی سیدنی پوآتیه است.

## بخشی از فیلمشناسی
از فیلم‌ها یا برنامه‌های تلویزیونی که وی در آن نقش داشته‌است می‌توان به آثار زیر اشاره کرد.

### سینما
- جرم واقعی (فیلم ۱۹۹۹) (۱۹۹۹)
- نه زندگی (فیلم ۲۰۰۵) (۲۰۰۵)
- ضد مرگ (۲۰۰۷)
- گرایندهاوس (۲۰۰۷)
- شب مردگان زنده: تاریکی سپیده دم (۲۰۱۵)

### تلویزیون
- ورونیکا مارس (مجموعه تلویزیونی) (۲۰۰۴)
- آناتومی گری (۲۰۰۶)
- سریال نایت رایدر (۲۰۰۸)
- درمانگاه خصوصی (۲۰۱۱)
- هاوایی فایو-زیرو (۲۰۱۲)
- هوم‌کامینگ (مجموعه تلویزیونی) (۲۰۱۸–اکنون)